# Azione (ordinamento penale italiano)
Nel diritto penale italiano si intende per azione (in accezione diversa rispetto a quella di "azione penale") la realizzazione di movimenti corporei capaci di rappresentare una manifestazione esteriore della volontà del soggetto che li compie.
Sono dunque movimenti di parti del corpo perciò può trattarsi di movimenti degli arti oppure della parola, oppure di sguardi o di altri atteggiamenti della mimica anche facciale; ed anche di spostamenti del corpo.
Nella prassi si tratta in realtà di serie di movimenti, ciascuno dei quali è detto "atto"; l'azione è perciò costituita dall'insieme dei singoli atti.

## Dottrina
In dottrina l'azione è comunemente intesa perciò come espressione di volontà del suo autore, e secondo la lettura che ne dà il Bettiol è un comportamento umano rivolto ad uno scopo, che trae la sua unitarietà dalla direzione verso un fine consapevole. L'Antolisei riassume che è lo scopo a "cementare" fra loro i singoli atti, così come, nell'esempio che propone, se un soggetto infligge diverse pugnalate ad un altro soggetto al fine di ucciderlo, l'azione è unica e non si avranno tante azioni quante siano le pugnalate, ma una sola, appunto costituita dall'insieme di atti rivolti all'unico scopo dell'uccisione.
La distinzione fra unicità di azione e molteplicità di azioni si rende sovente necessaria al fine della configurabilità delle fattispecie previste dalla legge penale come reato. Occorre per questa distinzione verificare l'eventuale ricorrenza di una contestualità che negli studi di Giovanni Leone  distingue l'unicità di azione dalla molteplicità di azioni per l'essersi l'insieme complessivo degli atti svolto o meno in unico contesto. Ad esempio nella diffamazione, l'unicità dello scopo può esplicitarsi in una serie di azioni intervallate fra loro da interruzioni (e quindi da mutazione di contesti) come lo spargimento di notizie calunniose eseguito in occasioni diverse.

## Azione ed omissione
Di grande interesse è l'analisi della condotta omissiva in rapporto alla valutazione dell'azione, e l'argomento è dibattutissimo, in Italia ed all'estero. Ci si interroga cioè sull'omissione al fine di verificare se all'apparente assenza di azione di colui che omette di agire come da lui ci si attenderebbe, possa attribuirsi eguale considerazione che all'azione.
Fu un abile traduttore del Romagnosi, il tedesco Luden, a definire nell'Ottocento l'omissione come un "aliud agere" (che si potrebbe tradurre per semplicità con "far dell'altro"). In questa visione, l'omissione non sarebbe "assenza di azione", perché se colui che omette di agire come richiestogli non fa ciò che dovrebbe fare, certamente fa dell'altro. Se ad esempio l'automobilista coinvolto in un incidente stradale omette di prestare soccorso come invece deve, egli nel darsi alla fuga od anche nel restare immobile, anziché compiere ciò che deve (prestare soccorso) fa dell'altro, dunque questo far dell'altro sarebbe un'azione che integrerebbe il reato omissivo.
La dottrina italiana del Novecento ha confutato questa interpretazione, definendola talvolta un "artificio" e non riconoscendo alla presunta "azione alternativa" valore di rilievo, sia perché fattualmente non sempre può davvero ravvisarsi una concreta azione alternativa ragionevolmente riconoscibile, sia perché in presenza di obblighi di fare che hanno termini temporali ampi (che hanno cioè un termine temporale in cui l'azione richiesta debba essere prestata) il soggetto potrebbe aver compiuto un numero infinito ed indeterminabile di azioni alternative. In quest'ultimo caso, non potrebbe eleggersi, fra le innumerevoli, una specifica azione alternativa, una cioè che possa sostituirsi a quella prevista come se l'illecito consistesse nel mero sostituire l'azione richiesta con una non richiesta. Traendo un esempio nuovamente dall'Antolisei, nell'esame della condotta di un soggetto obbligato a denunziare il possesso di armi entro un dato termine che non abbia adempiuto a questo obbligo, non può ricercarsi un'azione alternativa fra le tante che potrebbe aver compiuto, ma alla scadenza prevista ci si deve attenere al mero riscontro che, pur essendo nella possibilità di farlo, il soggetto non ha adempiuto.